# Henri Frochot
Henri Frochot, eigentlich Joseph Emmanuel Henri Frochot (* 25. Dezember 1871 in Troyes, Département Aube; † 12. August 1929 in Dole, Département Jura) war ein französischer Admiral.

## Leben
Frochot war der mittlere (von drei) Söhnen des Forstverwalters Alexis-Thérèse Frochot und dessen Ehefrau Mathilde Dufour d’Astafort. Der Politiker Nicolas Frochot war ein Vorfahre der Familie.
Mit 17 Jahren trat Frochot 1888 in die französische Marine ein, nachdem er einige Jahre auf der École navale in Lanvéoc (Département Finistère) verbracht hatte. Mit Wirkung vom 5. Oktober 1891 wurde er auf das Schlachtschiff „La Triomphante“ versetzt und zwei Jahre später kam er auf das Kanonenboot „Aspic“, auf dem Frochot am französisch-siamesischen Krieg teilnahm.
Ein Jahr darauf war Frochot 1894 auf der „Hirondelle“ vor Tunesien und nach einer weiteren Beförderung kommandierte er 1896 ein Torpedoboot vor Brest (Département Finistère). 1898 wurde Frochot als Zweiter Offizier auf das Schiff „La Surprise“ versetzt, auf dem er an der Belagerung von Guangzhou auf der Leizhou-Halbinsel teilnahm. Während des Boxeraufstands folgten weitere Operationen an der chinesischen Küste.
Mit Wirkung vom 29. Juni 1900 wurde Frochot zum „lieutenant de vaisseau“ ernannt und ein Jahr darauf al Kommandant eines Torpedobootes nach Cherbourg (Département Manche) versetzt. Zum 1. Januar 1903 kam Frochot als Offizier auf den Kreuzer „Duguay-Troui“ unter Kapitän Lucien-Joseph Berryer. Durch dessen Fürsprache wurde Frochot im Frühjahr 1904 mit einer Mission betraut, die ihn an die Marineakademie nach Fiume führte. In Zusammenarbeit mit der Whitehead-Werft sollten moderne Torpedos getestet werden.
11. Februar 1905 heiratete Frochot eine Tochter seines Freundes und Vorgesetzten Lucien-Joseph Berryer. Mit Caroline Berryer (1884–1972) hatte er zwei Töchter und zwei Söhne.
Nach weiteren Beförderung bekam Frochot 1906 das Kommando über das U-Boot „Espadon“ und zwei Jahre später auch einen Lehrauftrag an der École supérieure de la Marine. Am 26. März 1910 wurde ihm das Kommando über das U-Boot „Archimède“ übergeben und wiederum in Cherbourg stationiert. 1912 versetzte man ihn auf die „Justice“ und gleichzeitig als Aide-de-camp in den Generalstab.
Am 12. Januar 1914 patrouillierte Frochot mit dem Schlachtschiff „Diderot“ im Mittelmeer und half mit, an der Salonikifront (→Erster Weltkrieg) Teile der serbischen Armee zu evakuieren. Unter Präsident Raymond Poincaré wurde Frochot 1918 als Marineattaché nach Rom entsandt. Und wenig später begleitete er Admiral Fernand-Jean de Bon auf eine politisch-militärische Konferenz nach Washington, D.C., auf der sich Frankreich, Großbritannien, Italien, Japan und die USA in Marinefragen berieten.
1922 wurde Frochot vom Marschall von Frankreich, Ferdinand Foch, als Dozent an die Militärschule Centre des hautes études militaires nach Paris berufen. Am 9. April 1923 erfolgte die Ernennung zum Konteradmiral und im September desselben Jahres fuhr er an der Bord des Schlachtschiffs „Jules Ferry“ nach Shanghai und kam im November zwei Jahre später wieder zurück nach Brest.
Ab Juli 1926 begann Frochot mit Erfolg eine Flugzeugstaffel für die Marine aufzubauen. Mit Wirkung vom 4. Januar 1927 wurde Frochot zum Vize-Admiral ernannt und als solcher unternahm er am 26. April 1928 einen Testflug mit dem Flugboot „Latham 47“. Zusammen mit den Piloten René Guilbaud und Albert de Cuverville flogen sie erfolgreich von Caudebec-en-Caux (Département Seine-Maritime) bis nach Bizerte (Tunesien). Noch im selben Jahr wurde Frochot zum Vizeadmiral befördert und in den Conseil supérieur de la marine berufen.
Am 12. August 1929 starb Henri Frochot in Dole (Jura) und fand dort auch seine letzte Ruhestätte.

## Ehrungen
- 14. Juli 1916 Offizier der Ehrenlegion
- Großoffizier der Ehrenlegion
- Ritterorden der hl. Mauritius und Lazarus
- Orden der Krone von Italien
- Order of the Bath